# Comptabilitat
La comptabilitat és el sistema ordenat mitjançant els principis comptables de comptes (representacions de successos econòmics en l'empresa) que serveix per a observar la realitat econòmica d'una entitat econòmica i les variacions que es produeixin. Una altra accepció més complexa i utilitarista fora que la comptabilitat és el procés de manteniment, auditoria i processament de la informació financera amb finalitat mercantil. És un conjunt de tècniques que s'utilitzen per a produir sistemàticament i estructuradament la informació quantitativa expressada en unitats monetàries (qualsevol moneda de curs legal) de les transaccions que realitza una entitat econòmica i de certs esdeveniments econòmics quantificables que l'afecten, a fi de facilitar als diversos interessats el prendre decisions en relació amb aquesta entitat econòmica.
En el cor de la moderna comptabilitat es troba el sistema de partida doble. Aquest sistema implica el realitzar almenys dues entrades (o assentaments) per a cada transacció: un càrrec en un compte i el corresponent abonament en altre compte. La suma del deure (dèbit) ha de ser sempre igual a la suma de l'haver (crèdit). Això proporciona un sistema senzill per a detectar errors. Aquest sistema va ser utilitzat per primera vegada en l'Europa medieval. D'acord amb les crítiques a les pràctiques de comptabilitat estàndard, aquesta ha canviat lleugerament des de llavors. S'han dut a terme mesures de reforma comptable en cada generació per a tractar que la comptabilitat fos rellevant per al capital o la capacitat de producció. No obstant això, no han canviat els principis bàsics, que se suposa que són independents de l'economia.

## Història

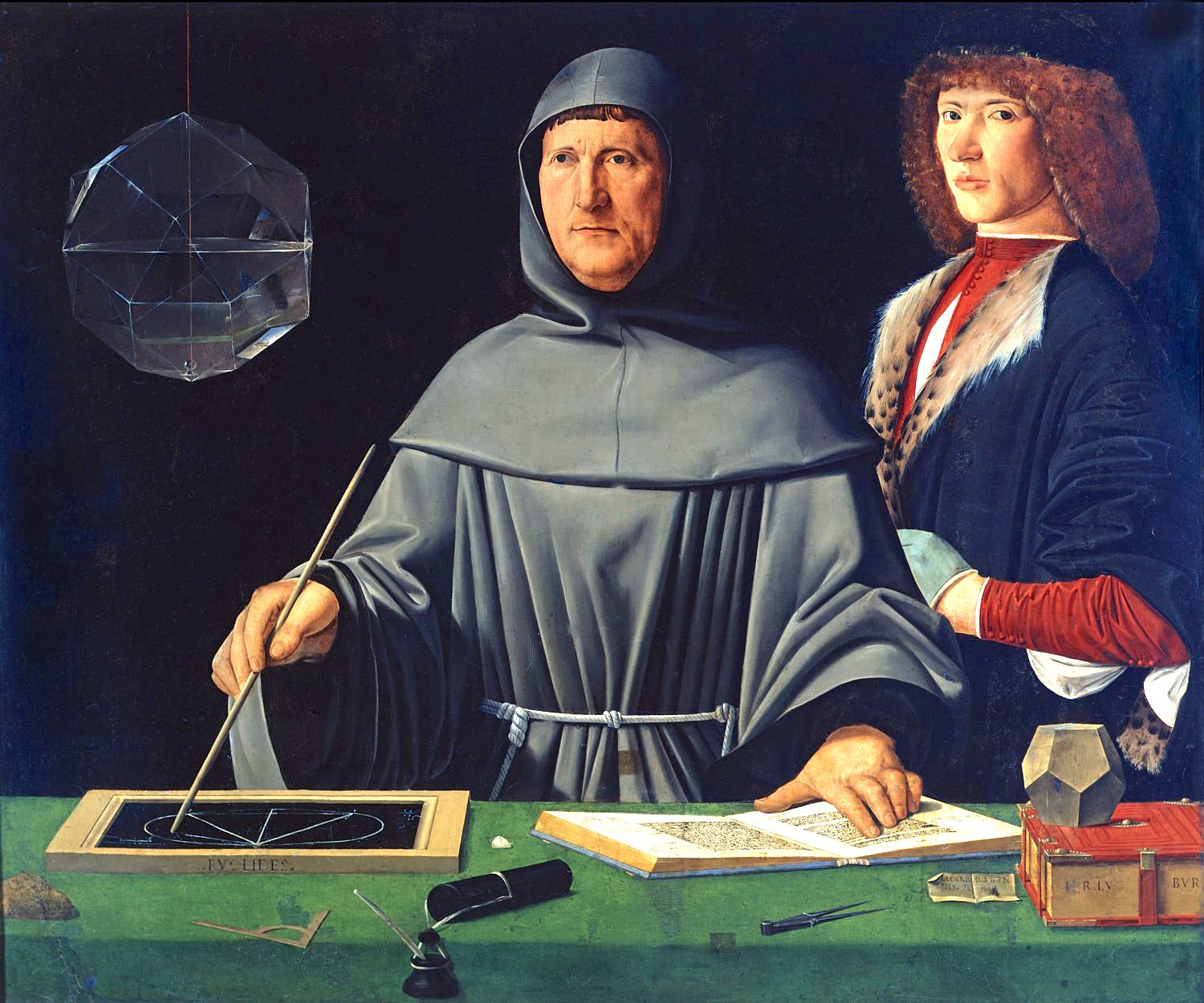
Retrat de Luca Pacioli, obra del pintor Jacob Welsh exposada al Museu de Capodimonte, a Nàpols.

La disciplina de la comptabilitat, sobre una base científica, va tenir la seva primera manifestació escrita amb la publicació a Venècia, República de Venècia, en 1494, de la coneguda obra Summa de Arithmetica, Geometria, Proportioni i Proportionalita de Luca Pacioli (1445-1517) l'autor, també conegut com a Fra Lucca de Borgo Snacti Sepulchri va dedicar trenta-sis capítols de la seva obra a la descripció dels mètodes comptables empleats pels principals i grans comerciants venecians. L'autor dedica a més part dels seus treballs a la descripció d'altres usos mercantils, tals com contractes de societat, el cobrament d'interessos i l'ocupació de les lletres de canvi. Segons Pacioli les anotacions en el llibre Diari consten de dues parts clarament diferenciades: una començant amb la paraula «per» (el dèbit de l'assentament) i l'altra amb la paraula «a» (l'haver de l'assentament comptable), antecedent del model d'assentament comptable tradicional. Atès que en aquella època no era costum la utilització del balanç de situació, només descriu els usos en l'elaboració del balanç de comprovació de sumes i saldos, que era utilitzat en esgotar-se les pàgines del llibre major. La traducció a l'anglès va ser publicada a Londres per John Gouge o Gough el 1543. Es descriu com A profitable treatyce (Un tractat profitós), també denominat «L'Instrument o Llibre per a aprendre el bon ordre de portança del famós coneixement» anomenat en llatí «Dare et Habere».
El 1588 John Mellis, de Southwark, va publicar un petit llibre on afirma "Sóc el renovador i revividor d'una antiga còpia publicada aquí a Londres el 14 d'agost de 1543". John Mellis es refereix al fet que els principis de comptabilitat que explica (que és un sistema simple de partida doble) segueix "la forma de Venècia."

## Objectiu de la comptabilitat
La Comptabilitat té un objectiu: Donar la informació necessària per a la presa correcta de decisions. La seva funció és el mesurament i registre de fets econòmics.Els fets econòmics són les operacions que es realitzen durant el període comptable. El període comptable és aquell comprès per un any, fent una correcció el període comptable pot ser també d'un mes, un bimestre, un trimestre o un semestre, això depèn del comptador que realitzi la comptabilitat i el determina quin seria el període comptable, encara que el sistema de pagaments d'impostos és un any i molt diferent del període comptable, ja que es diu any fiscal que comença de l'1 de gener de xxxx al 31 de desembre de xxxx.

## Classificació de la comptabilitat
Segons l'àrea d'actuació es distingeix entre:
- Macrocomptabilitat, es refereix a les unitats superiors com comptabilitats de països o estatals, unions d'estats, destinada a l'estudi de l'economia d'un sistema econòmic en el seu conjunt. Correspon al concepte de comptabilitat nacional, que suposa un registre sistemàtic i detallat de l'activitat econòmica d'un país en un període determinat.[9] Les principals macromagnituds mesurades en tots els sistemes de comptabilitat nacional són el Producte interior Brut, la Demanda nacional, Consum privat, consum públic, Formació bruta de capital fix, taxes d'estalvi i inversió, exportacions i importacions de bens i serveis.[10][11] L'objectiu de la comptabilitat pública és que tots els comptes anuals expressin la imatge fidel del patrimoni, la situació financera, de l'execució del pressupost i dels resultats del subjecte comptable. El Pla General de Comptabilitat Pública, directament o amb la corresponent adaptació s'aplica al sector públic estatal, sector públic autonòmic i sector públic local.[12][13]
- Microcomptabilitat, estudia les unitats elementals de la resta d'agents econòmics, tant poden ser empresaris individuals, societats i altres entitats.

## Patrimoni net comptable
És el conjunt de béns, drets i obligacions (deutes) expressats en unitats monetàries que es posseïxen en un moment determinat del temps. El valor d'aquest patrimoni net es troba sumant per una banda els béns i els drets (a aquesta suma se l'anomena actiu) i restant el conjunt d'obligacions (deutes) que té l'empresa (que són anomenades passiu corrent, si es tracta de deutes a menys d'un any, i passiu no corrent, si es tracta de deutes a més d'un any).

## La comptabilitat a l'estat espanyol
La competència per a establir la legislació comptable correspon a l'estat, bé i que la Unió Europea ha marcat algunes pautes de convergència a nivell europeu. L'organisme que regula la normativa comptable a Espanya és l'Institut de Comptabilitat i Auditoria de Comptes (ICAC), que depèn del Ministeri d'Economia i Hisenda.
Les obligacions en matèria comptable que han de complir les PIMES i les grans empreses residents a l'Estat Espanyol estan regulades per la legislació mercantil espanyola en vigor, que inclou com a disposicions més importants el Codi de Comerç, la llei de Societats de Capital, la llei de Cooperatives, la llei d'Auditoria de Comptes i la llei de l'impost sobre societats. El Pla General de Comptabilitat, i el Pla General de Comptabilitat de petites i mitjanes empreses aprovats pels Reials Decrets 1514 i 1515 del 16 d'octubre de 2007 respectivament, constitueixen el desplegament reglamentari de la legislació mercantil en matèria comptable pel que fa als comptes anuals individuals que obligatòriament han de presentar totes les empreses cada any, i substitueixen al Pla General de Comptabilitat de l'any 1990 aprovat pel Reial Decret 743/1990 de 20 de desembre que restarà vigent fins al 31 de desembre de 2007, aplicant-se per als exercicis econòmics que comencen a partir de l'1 de gener de 2008 els plans de comptabilitat aprovats pels referits decrets. Posteriorment, el Reial Decret 1159/2010 de 17 de setembre, així com determinades adaptacions sectorials, han anat modificant i ampliant el Pla General de Comptabilitat de 2007. En aquest mateix sentit, l'Institut de Comptabilitat i Auditoria de Comptes (ICAC) emet, periòdicament, interpretacions de la normativa comptable, basant-se en consultes realitzades per les empreses o les firmes d'auditoria.

## Normes internacionals de comptabilitat
La comptabilitat analitza, mesura i representa el patrimoni de qualsevol empresa, per aquest motiu està subjecta a unes normes d'informació financera que permeten mostrar de forma fidel el valor dels béns, drets i obligacions que componen aquest patrimoni. En algunes de les partides pot haver-hi criteris de valoració diferents, però no arbitraris, ja que tenen el seu suport conceptual. Amb la finalitat que la informació sigui comparable en l'àmbit internacional tots els grups d'empreses amb cotització en un estat membre de la Unió Europea, des de l'1 de gener de 2005, presenten els seus comptes anuals consolidats d'acord amb les Normes Internacionals de Comptabilitat/Normes Internacionals d'Informació Financera (NIC/NIIF).
Les normes internacionals poden millorar determinats problemes a l'hora de comparar la comptabilització de determinades operacions segons el marc normatiu vigent en cada estat. Per tant, permet que la informació sigui comparable en l'àmbit internacional, que sigui fiable, els reguladors han d'eliminar de les normes comptables les alternatives que permeten comptabilitzar de diferents formes una mateixa transacció. Les NIC/NIIF han estat emeses per la IASB (International Accounting Standards Board), amb l'objectiu de reduir les diferències comptables internacionals partint d'una normativa completa i rigurosa. L'any 1989 l'IASB va emetre el marc conceptual de les NIC, moment des del qual es va iniciar un procés de revisió i actualització de la normativa per fer-la útil a les empreses que la utilitzen, als usuaris que les interpreten i als auditors que la supervisen.

## Les "Quatre Grans" firmes de l'auditoria
Les quatre grans empreses d'auditoria a nivell mundial són:
- Deloitte (anteriorment Deloitte and Touche)
- Ernst & Young
- KPMG
- PricewaterhouseCoopers

Amb anterioritat a l'escàndol de la companyia multinacional Enron, hi havia cinc grans empreses, anomenades les "cinc grans". A partir de la separació de la branca d'assegurament d'Arthur Andersen, que es va unir, a Espanya, a Deloitte & Touche (que després s'anomenaria únicament Deloitte), Arthur Andersen va abandonar el grup. Enron s'ha convertit només en el primer d'una sèrie d'escàndols comptables en els quals s'ha vist embolicada la indústria comptable en 2002. Això va provocar conseqüències de llarg abast en la indústria dels EUA.
L'aplicació d'estàndards comptables internacionals provinents de la International Accounting Standards Board situada a Londres i que estan més relacionades amb les pràctiques del Regne Unit que a les de nord-americanes, són freqüentment invocades per aquells que adverteixen la relativa estabilitat del sistema comptable britànic (que va ser reformat després dels escàndols dels últims anys 1980 i primers anys 1990). S'invoca una reforma comptable de major importància per aquells que veuen problemes en el capitalisme o economia, i busquen una comptabilitat ecològica o social.